# Setarches
Setarches es un género de peces de la familia Scorpaenidae. Fue descrito por el inglés James Yate Johnson en 1862.

## Especies
- Setarches guentheri J. Y. Johnson, 1862
- Setarches longimanus (Alcock, 1894)